# Адмирал Спиридонов (большой противолодочный корабль)
«Адмирал Спиридонов» — большой противолодочный корабль, пятый корабль проекта 1155 типа
Корабль назван в честь погибшего командующего Тихоокеанским флотом (в 1979-1981 годах) адмирала Эмиля Николаевича Спиридонова (26 сентября 1925 — 7 февраля 1981).

## История
28 июля 1981 года БПК «Адмирал Спиридонов» зачислен в списки кораблей ВМФ, и 11 апреля 1982 года, под заводским номером 113, заложен на Прибалтийском судостроительном заводе «Янтарь» в Калининграде.
В 1983 году БПК «Адмирал Спиридонов» торжественно спущен на воду, 30 декабря 1984 года вступил в строй, в состав Тихоокеанского флота включён 4 марта 1985 года.
В августе 1985 года БПК «Адмирал Спиридонов», вместе с ЭМ «Осмотрительный», входил в отряд сопровождения ТАРКР «Фрунзе» под флагом первого заместителя командующего Северным флотом вице-адмирала В. С. Круглякова (до мыса Финистерре ТАРКР сопровождал БПК «Адмирал Нахимов»).
4—8 июля 1986 года в составе отряда сопровождения ТАВКР «Минск», БПК «Адмирал Спиридонов» (помимо него в отряде были БПК «Таллин» и танкер «Аргунь»), в соответствии с планом по военно-техническому сотрудничеству и обмена визитами между кораблями ВМФ СССР и КНДР, посетил с официальным визитом Вонсан.
Летом 1986 года БПК «Адмирал Спиридонов» в составе 183-й бригады противолодочных кораблей 10-й оперативной эскадры Тихоокеанского флота участвовал командно-штабных учений в Японском море.
С марта по сентябрь 1989 года, во время войны коалиции стран ООН и Ирака, БПК «Адмирал Спиридонов» успешно выполнял задачи боевого дежурства в зоне Персидского залива. За апрель 1989 года БПК «Адмирал Спиридонов», под командованием капитана 2 ранга А. Н. Яковлева, провёл 6 конвоев в составе 15 судов.
16 августа 1997 года БПК «Адмирал Спиридонов» был исключён из состава флота.
В январе 2001 года истёк срок ГТЭУ МРС (Морской регистр судоходства), и БПК «Адмирал Спиридонов» могли поставить на средний ремонт, но уже в августе 2002 года был проведён конкурс на утилизацию корабля.